# Arménio Vieira
Arménio Adroaldo Vieira e Silva (Praia, 24 gennaio 1941) è un giornalista e poeta capoverdiano vincitore del Premio Camões, il principale premio per la letteratura in lingua portoghese, il 2 giugno 2009 a Rio de Janeiro.
Giornalista sin dai tumultuosi anni sessanta, giovane e appassionato sostenitore delle proteste studentesche a loro tempo, è stato il redattore del giornale Voz di Povo, oggi non più esistente. Attualmente collabora con diverse riviste sia come giornalista sia come scrittore: SELÓ - folha dos novíssimos, Boletim de Cabo Verde, Vértice di Coimbra, in Portogallo, Raízes, Ponto & Vírgula, Fragmentos, Sopinha de Alfabeto.